# Malhorn

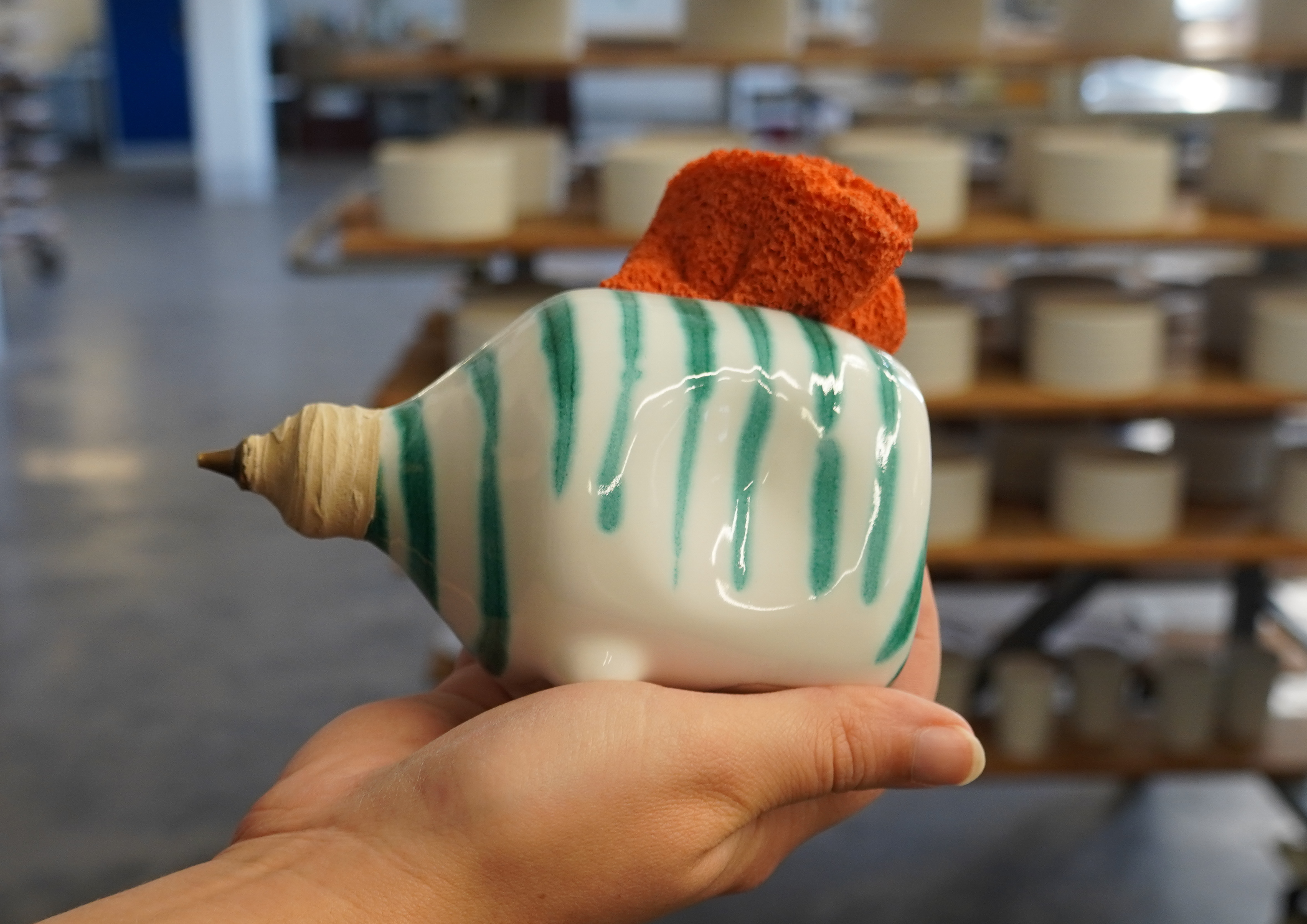
Malhorn mit Schwämmchen zum Bemalen/Korrigieren beim Bemalen von Keramik

Das Malhorn ist in der Regel ein Gerät zur Keramikdekoration (Schlickermalerei). Synonyme Begriffe sind Malbüchse und Gießbüchse. In der Fachliteratur wird oft auch die Verkleinerungsform Malhörnchen verwendet. Aufgrund der Dekortechnik wird die so verzierte Keramik als Malhornware bezeichnet. Der französische Begriff für Malhorn ist Barolet, der englische slip trailer oder slip cup, der niederländische ringeloor. Die Verwendung von Malhörnern ist jedoch auch bei der Bemalung von Möbeln des 17. und 18. Jahrhunderts nachgewiesen.

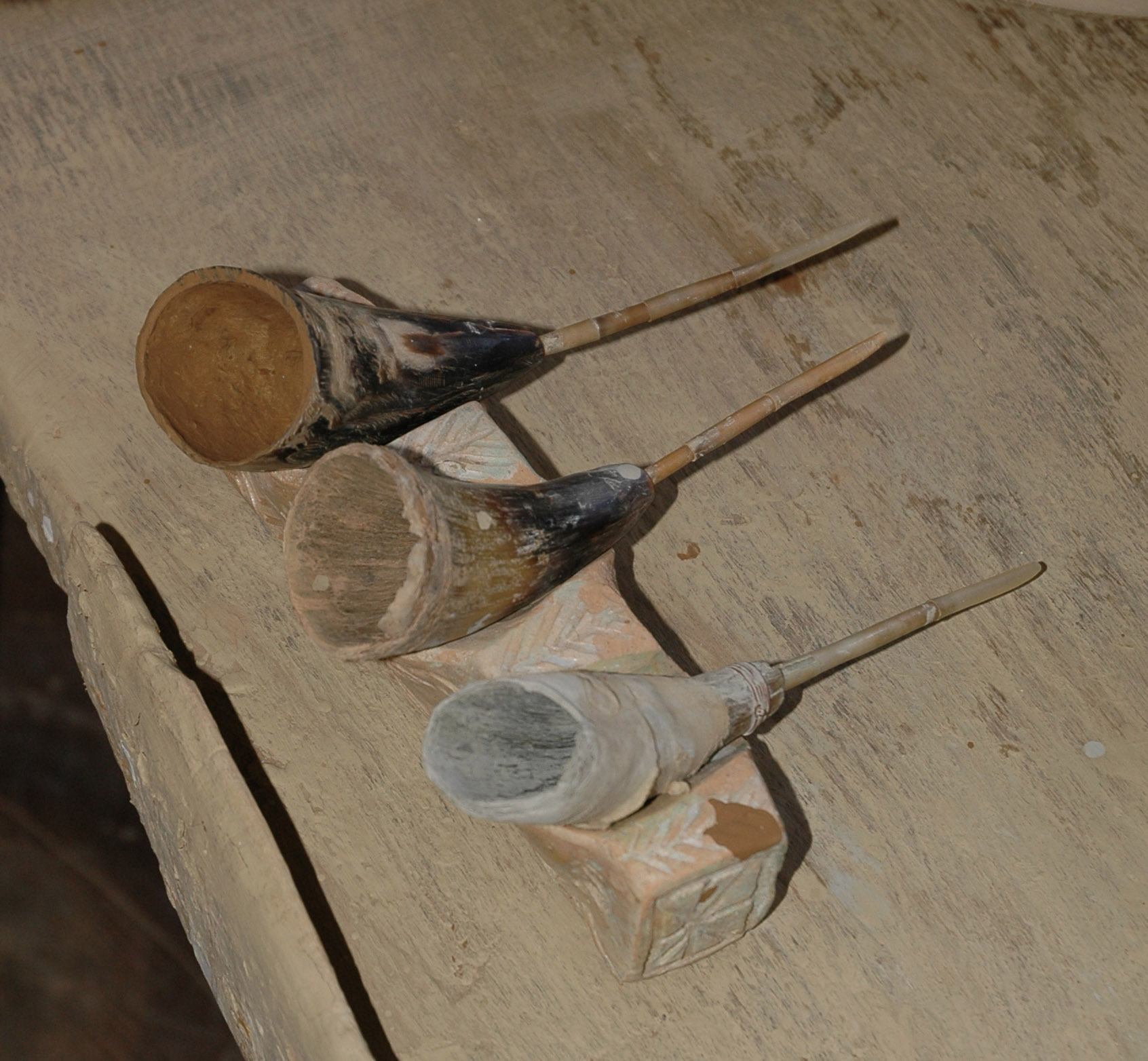
Malhörnchen in Horezu, Rumänien, 2006 noch in Benutzung

Der Begriff Malhorn verdankt seine Entstehung dem bei der Herstellung in manchen Töpfereiregionen auch heute noch verwendeten Rohmaterial (Kuhhorn) und der Funktion (Bemalung von lederhart getrockneter oder geschrühter Keramik mit Malengoben bzw. farbigen Tonschlickern). Das Horn dient als Behälter für die Malengobe. Durch einen in die Spitze eingesetzten Gänsekiel kann die Malengobe ausfließen.

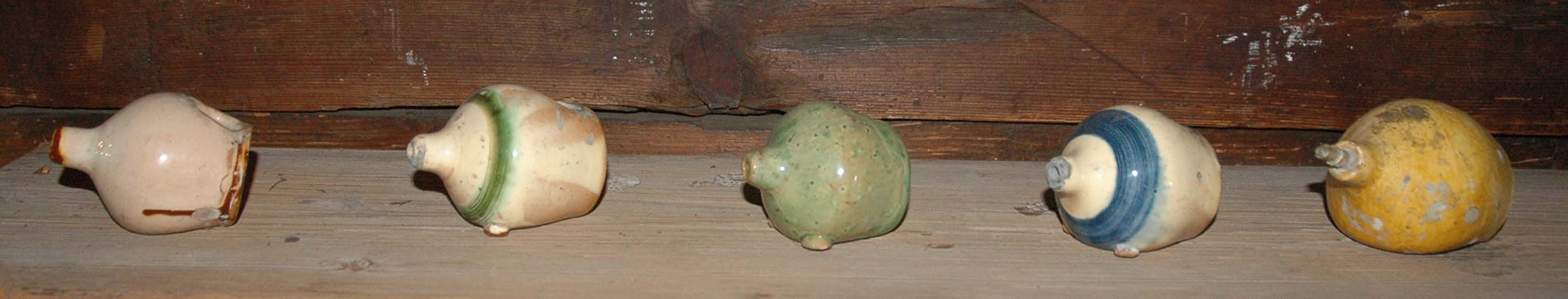
Malhörnchen im Regionalmuseum Langnau, Schweiz, 18. bzw. 19. Jahrhundert

Im deutschsprachigen Raum fanden neben den Malhörnchen aus Kuhhorn wohl bereits ab dem 16. Jahrhundert zunehmend keramische Malhörnchen Verwendung. Diese besitzen, bei aller individuellen Ausgestaltung, in der Regel eine Einfüllöffnung auf der Oberseite. Die Öffnung zum Einsetzen des auch hier verwendeten Gänsekiels befindet sich in der Spitze des Malhörnchens. Die Seiten können etwas eingedellt sein, damit das Gerät beim Malen oder Schreiben besser gehalten werden kann. Die ältesten heute noch erhaltenen Malhörnchen stammen aus der Werra-Ware-Töpferei von Enkhuizen NL (1602 bis 1613, Privatbesitz) und aus der Töpferei des Caspar Muller in Hannoversch-Münden D. Letzteres datiert in die Zeit vor 1612. Da mit dem Malhorn dekorierte Irdenwaren jedoch überall im deutschsprachigen Raum (NL, D, A, CH) ab ca. 1550 auftreten, sollten sich längerfristig bei archäologischen Ausgrabungen auch ältere Exemplare finden lassen. Eine Besonderheit sind zweikammerige, keramische Malhörnchen, mit deren Hilfe zwei unterschiedlich eingefärbte Malengoben gleichzeitig aufgetragen werden konnten. Dies ist u. a. eine der Besonderheiten der sogenannten Weserware, die in der zweiten Hälfte des 16. und im frühen 17. Jahrhundert in der Region Südniedersachsen/Nordhessen hergestellt wurde.
In der keramischen Industrie Englands wurden bald nach 1800 auch mehrkammerige Malbüchsen three-chambered slip cups entwickelt, mit denen dann die Muster cat's eye oder cable bzw. earthworm hergestellt wurden. Auch lassen sich für Marmorierungseffekte damit mehrere Dekorfarben gleichzeitig auftragen.
Heute werden statt der keramischen Malhörnchen birnenförmige Geräte aus Gummi verwendet, die eine bessere Kontrolle der ausfließenden Malengobe erlauben.

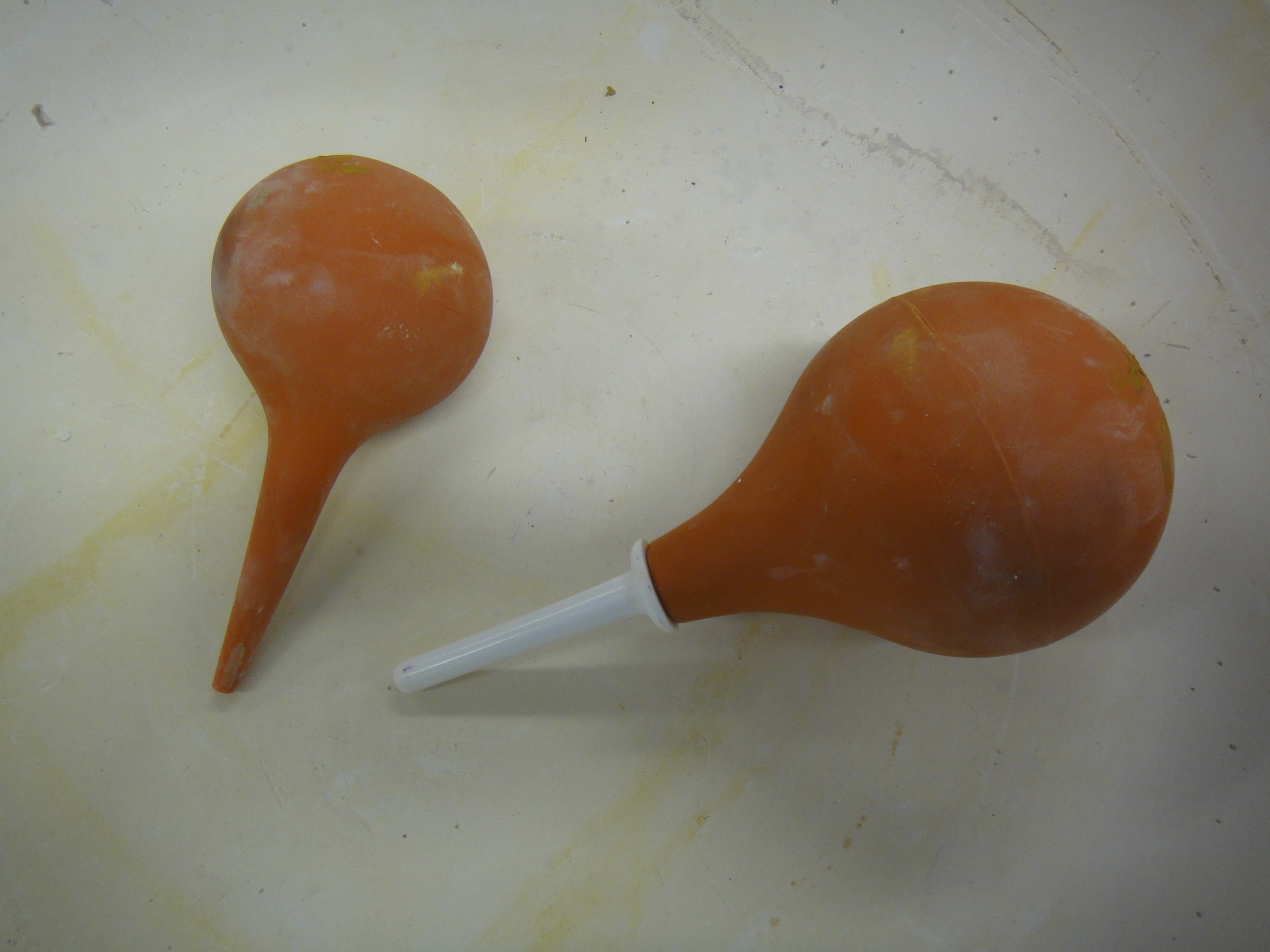
Malhörnchen aus Gummi zum Auftragen von Engoben für den sogenannten Malhorndekor